# Wallace Hartley
Wallace Henry Hartley (Colne, 2 giugno 1878 – Oceano Atlantico, 15 aprile 1912) è stato un violinista e direttore d'orchestra inglese,  bandleader dell'orchestra dell'RMS Titanic durante la sua prima ed unica navigazione.

## Biografia

### Formazione
Nacque a Colne, nel Lancashire, il 2 giugno 1878. Suo padre, Albion Hartley, fu direttore di coro presso la scuola domenicale e sovrintendente alla chiesa Bethel Independent Methodist Chapel, dove la famiglia frequentava il culto. Wallace Hartley crebbe nella città natale ed iniziò ad apprendere il violino grazie ad un compagno della congregazione parrocchiale. Lasciata la scuola, si trasferì con la famiglia a Huddersfield, dove entrò nell'orchestra filarmonica della città. Nel 1903 lasciò da solo la città per andare a Bridlington, dove si unì al complesso comunale e rimase per 6 anni.

### Cunard Line
In seguito si trasferì a Dewsbury, nel West Yorkshire, dove nel 1909 entrò nella compagnia di navigazione britannica della Cunard Line, come musicista in servizio presso i vari transatlantici di proprietà di quest'ultima: RMS Lucania, RMS Lusitania e RMS Mauretania.
Lavorava sul Mauretania quando fu incluso tra i musicisti che la Cunard Line decise di trasferire alla compagnia rivale White Star Line.

### White Star Line e Titanic
Tale trasferimento cambiò il suo profilo, poiché era considerato passeggero e non più membro dell'equipaggio come lo era stato per la Cunard. Nell'aprile 1912 fu assegnato al RMS Titanic, all'epoca il più notevole oggetto semovente su acqua. Fu nominato bandleader dell'orchestra di bordo, un piccolo complesso di otto musicisti. Dapprima fu titubante nell'accettare, poiché avrebbe dovuto lasciare di nuovo la fidanzata, Maria Robinson, ma alla fine si convinse poiché sperava che il lavoro sul Titanic gli avrebbe garantito maggiore notorietà e migliori possibilità di lavoro in futuro.
Sul Titanic erano presenti peraltro due complessi separati, che prestavano servizio suonando in luoghi e momenti diversi: un trio di violino, violoncello e pianoforte nella reception room all’esterno del Restaurant à la carte e del Cafe Parisien, mentre il quintetto di Hartley suonava durante le cene e nei concerti dopo cena, nei servizi domenicali e in altre occasioni. L'unica volta che i due gruppi furono riuniti da Hartley in un ottetto fu la notte del naufragio.

### Affondamento del Titanic
Dopo che il Titanic colpì l'iceberg, la notte del 14 aprile 1912, e cominciò ad affondare, il trentatreenne Hartley e i suoi colleghi iniziarono a suonare per aiutare a mantenere i passeggeri calmi e permettere all'equipaggio di preparare le scialuppe di salvataggio.

Diverse sono infatti le informazioni riportate quanto all’ultimo pezzo eseguito dal gruppo di Hartley prima di cedere alle acque, ma in genere concordano sul fatto che i musicisti abbiano continuato a suonare durante il naufragio. 

Hartley dopo la collisione avrebbe diretto l’orchestra nel suonare brani di ragtime e secondo alcune versioni i musicisti avrebbero eseguito l’inno Nearer, my God, to Thee! 

 Secondo altre versioni, fu invece eseguito l’inno religioso episcopale Autumn, un cui verso sarebbe stato particolarmente adatto alla circostanza: Hold me up In mighty waters.

Celebre la frase di Hartley: "Signori, vi saluto!", indirizzata ai membri del complesso prima di smettere di suonare per permettere a tutti loro il tentativo di salvarsi. 
Molti dei sopravvissuti affermarono peraltro che lui ed il resto del complesso rimasero a suonare sino alla fine del naufragio.

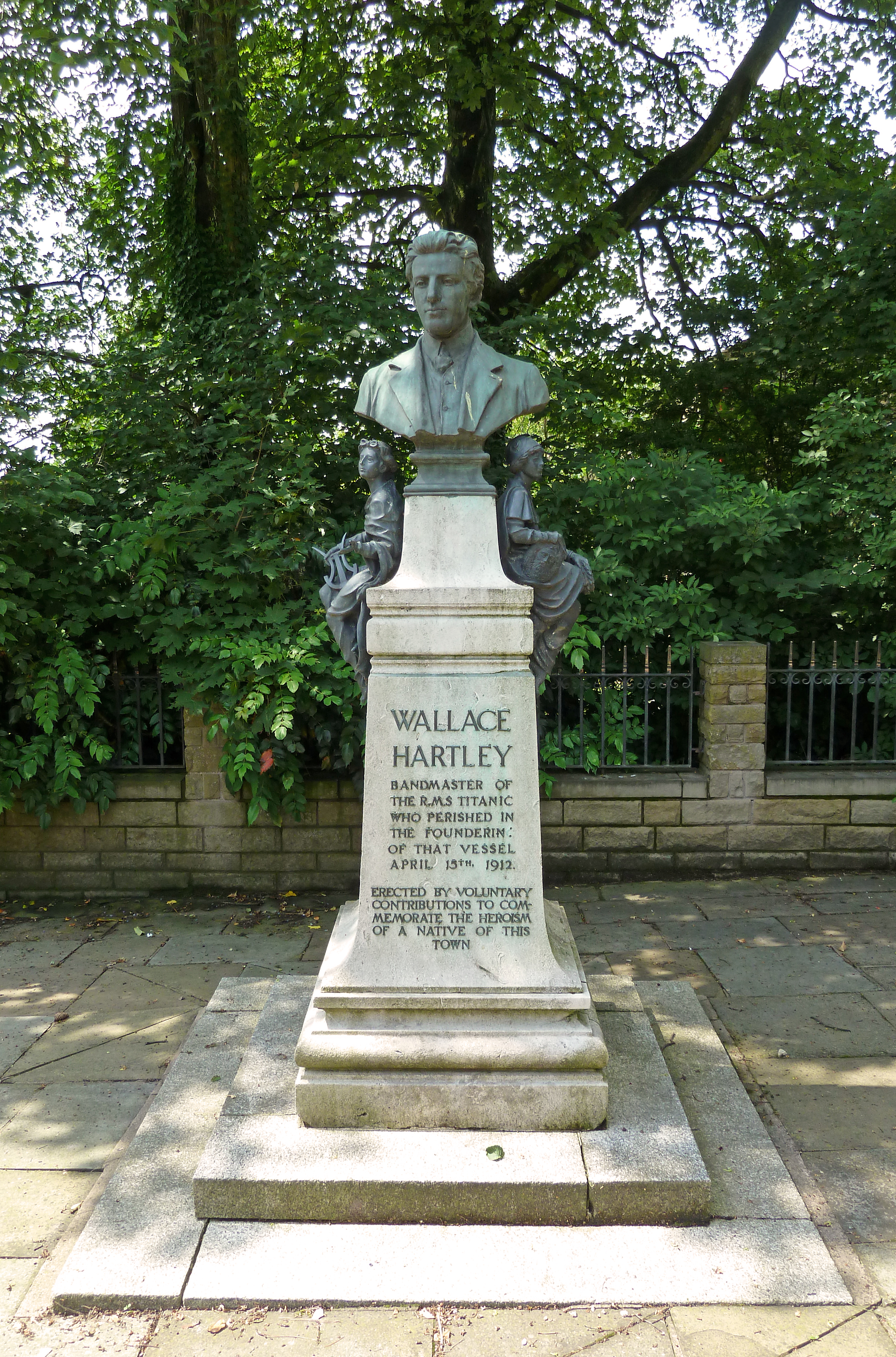
Monumento commemorativo a Colne

### Dopo l'affondamento
Hartley ed i suoi sette colleghi morirono tutti durante il naufragio; il corpo del direttore fu recuperato il 4 maggio 1912, quasi quattro settimane dopo il naufragio, dal CS Mackay-Bennett. Fu trovato ancora vestito e con il suo violino stretto tra le braccia. La salma fu trasferita da Halifax a Boston e quindi in Inghilterra, a Liverpool, dove arrivò il 12 maggio. Infine fu portata a Colne dove il suo funerale fu celebrato il 18 maggio 1912 presso la Bethel Independent Methodist church dove egli era stato corista. 
 Circa mille persone parteciparono al funerale e circa 40.000 facevano ala al corteo.

La fidanzata, il 19 luglio 1912, aveva dichiarato in un telegramma: "Sarei molto grata se potessero trasmettere i miei più sentiti ringraziamenti a tutti coloro che hanno reso possibile il ritrovamento del violino del mio defunto fidanzato".
Ciò dimostra che la fidanzata di Hartley ricevette il violino entro tre mesi dal naufragio del Titanic.

Nel marzo 2013, dopo più di 100 anni dalla tragedia, e dopo due di studi e ricerche approfondite, il violino è stato identificato e recuperato al pubblico.
È stato dunque esposto negli Stati Uniti, al "Titanic Branson" e "Titanic Pigeon Forge, i più grandi musei sul Titanic del mondo. La casa d'aste Henry Aldridge & Son in Devizes, Wiltshire, Inghilterra il 19 ottobre 2013 ne ha battuto la vendita per £900,000 (euro 1,062,847).

A Colne, alla base della sua lapide, si trova un monumento costituito dal suo busto e un violino intagliato nel marmo.

## Fonti
- Biografia di Wallace Hartley, su titanic-titanic.com. URL consultato il 2 maggio 2013 (archiviato dall'url originale l'8 luglio 2017).